# Elias Canetti
Elias Canetti (n. 25 iulie 1905, Ruse, Principatul Bulgariei – d. 14 august 1994, Zürich, cantonul Zürich, Elveția) a fost un scriitor de limbă germană, evreu sefard originar din Bulgaria, laureat în 1981 al Premiului Nobel pentru Literatură. El a trăit și activat mai ales în Austria, Anglia și Elveția.

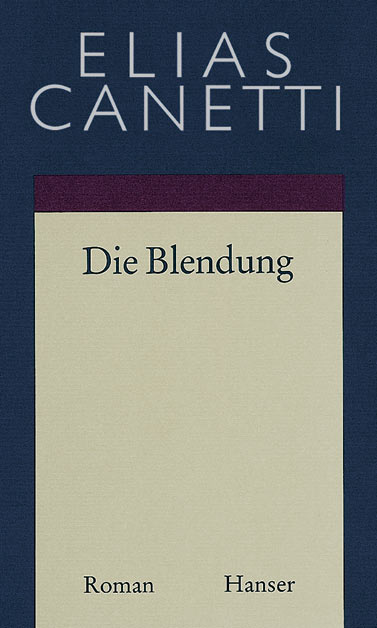
Coperta singurului roman al lui Canetti, Orbirea, 1935

## Biografie
Elias Canetti a fost fiul unui comerciant evreu din Rusciuc (astăzi Ruse). Strămoșii săi, evrei sefarzi, au fost expulzați din Spania în 1492. Inițial, numele familiei fusese Cañete, după numele unui sat din Spania. Elias și-a petrecut anii copilăriei, între 1905 și 1911, în Rusciuk până când familia s-a strămutat în Anglia. În 1912 tatăl său a murit subit și, în același an, mama sa s-a mutat cu copiii la Viena.
Canetti a învățat germana la insistențele mamei sale. Ea însăși i-a predat lecții de germană. Până atunci, Canetti vorbise ladino (limba maternă a mamei), bulgara, engleza și puțină franceză (pe ultimele două le studiase în anul petrecut în Anglia). Ulterior, familia s-a mutat întâi la Zürich (1916) și din 1917 în Germania unde Canetti urmează Liceul Real al Școlii Cantonale din Zürich. În 1921 pleacă la Frankfurt pe Main pentru a-și continua cursurile la Liceul Real Köhler. Examenul de bacalaureat în 1924.
Canetti s-a întors la Viena în 1924 ca să studieze chimia. În anii petrecuți în Viena a devenit interesat de filozofie și  literatură. A început să scrie sub influența cercurilor literare ale primei republici. Având o orientare politică de stânga, a participat la revolta din iulie 1927. Și-a luat diploma în chimie de la Universitatea din Viena în 1929, însă nu a practicat niciodată profesia de chimist.
În 1930 începe seria de romane Comedie Humaine an Irren ( Comedia umană a nebunilor), care însă, rămâne neterminată.
Elias Canetti s-a căsătorit în 1934 cu scriitoarea Veza (Venetiana) Taubner-Calderon (1897–1963), și, în 1971, cu specialista în restaurarea operelor de artă Hera Buschor (1933–1988), de la care a avut singurul lui copil, Johanna, în 1972.
Și-a câștigat faima internațională în principal prin romanul Orbirea, scris în 1935. A mai scris piese de teatru și eseuri. În 1981 i se decernează Premiul Nobel pentru literatură și Premiul Franz Kafka.
În anii 1970, Canetti a început să călătorească mai frecvent la Zürich, unde s-a stabilit și a locuit în ultimii 20 de ani ai vieții. A murit la Zürich în 1994.

## Scrieri
- 1935: Orbirea („Die Blendung”);
- 1932: Nunta („Hochzeit”)
- 1956: Condamnații („Die Befristeten”)
- 1960: Masele și puterea („Masse und Macht”)

## Romanul „Orbirea” (1935)
Deși scris la numai 26 de ani Orbirea este un roman complex, de mare originalitate și rafinament psihologic. Axat pe viața câtorva oameni cu structuri psihice diferite, toți însă neobișnuiți într-un anume fel, textul pune în fața cititorului aspecte nefericite ale vieții umane. Romanul este prin excelență unul modern, mai cu seamă prin faptul că absurditatea lui se reduce la natura umană și îndeamnă cititorul la analiză critică. Acțiunea în sine este redusă, lăsând loc monologului interior pentru fiecare personaj în parte. Caracterul oarecum fastidios al acestei tehnici literare este compensat de naturalismul gândurilor personajelor: moarte, tortură, furt, posesiune; nici chiar gândurile lui Peter Kien, personajul principal, nu scapă acestei caracterizări, deși ele sunt atenuate la el prin aluzii literare.

### Geneza romanului
Romanul a fost scris pe când autorul se afla la Viena, o perioadă descrisă în volumul memorialistic „Facla în ureche”. Dragostea mamei lui față de el devenise posesivă, și el tocmai o întâlnise pe Veza, viitoarea lui (primă) soție, cu care discuta literatură, dar și despre părinții lor. Frecventa lecturile lui Karl Kraus, care citea din ziarul său, Die Fackel (Facla), de unde și numele volumului de memorii ale lui Canetti, discuta despre și cu Sigmund Freud, Wolfgang Pauli și Avraham Ben Itzhak (Dr. Sonne). Viena de după primul război mondial rămăsese un centru de o mare efervescență culturală, deși posibilitățile materiale se diminuaseră. Inspirația intelectuală a marelui oraș, trecută prin filtrul creator de geniu, a dus la nașterea Orbirii.

### Acțiunea romanului
Peter Kien trăiește singur, împreună cu cele câteva mii de cărți ale lui, pe care le adoră și le cunoaște pe de rost. Singura persoană cu care vorbește este Therese Krummholz, slujnica lui, despre care de fapt nu știe practic nimic. Cu toate acestea, într-o zi este impresionat de faptul că ea își pusese mănuși albe pentru ca să citească o carte pe care i-o împrumutase, și o cere de nevastă. După ceremonia de căsătorie, ea se dovedește a fi o femeie muncită de instincte primare, care acceptase cererea în căsătorie doar în speranța unei rapide îmbogățiri, și când își dă seama că profesorul nu are aproape nimic, îl aruncă afară din apartamentul lui.
 Odată pe străzi, primul lucru pe care îl face Kien este să își scoată de la bancă toți banii rămași, pe care îi numără nonșalant în văzul tuturor. Acest gest atrage atenția lui Fischerle, cerșetor inteligent, jucător de șah prin locurile publice, care printr-o manevră abilă reușește să își însușească banii lui Kien. A-l caracteriza însă pe Fischerle  drept un personaj negativ ar însemna, cu toate acestea, a-i nega fapta omenoasă care a prelungit decăderea tristă a lui Kien: el cheamă pe fratele acestuia din urmă, Georges Kien, un psihiatru de succes de la Paris.
Georges sosește și reușește să dea afară din apartament pe slujnică și pe ibovnicul ei, și să îl reinstaleze pentru scurtă vreme pe profesor printre cărțile lui.

### Personaje principale
- Profesorul Peter Kien nu și-ar da nici o clipă din viață fără a o folosi în mod util. Profesorul Kien este reprezentantul acelei clase restrânse de oameni care aleg să-și dedice viața unui principiu sacru. Un supraom cu valențe perene, cu mare putere de muncă dar extrem de precare abilități de comunicare. Visele și dialogurile imaginare de natură transcendentală ale lui Kien ne redau dimensiunea spirituală la care aspiră el. Posedă cunoștințe enciclopedice și extrem de exacte despre civilizația chineză și în general despre Orientul Îndepărtat, dar disprețul lui suveran față de confrați îl ține departe de comunitatea sinologilor. Mizantropia îl duce la cele mai neplăcute și dureroase situații, culminând cu sinuciderea.
- Therese Krummholz este menajera și ulterior soția lui, al cărei unic rost îl constituie curățarea cărților de praf. Therese este întruchiparea desăvârșită a vanității omenești. Este de o deșertăciune fără margini țesută pe ideea că ei i se cuvine totul pentru că este „o femeie cumsecade”, în timp ce sexualitatea ei refulată se manifestă în practic tot ce ea întreprinde.
- Benedikt Pfaff, intendentul casei în care locuiesc ei, e un om dintr-o bucată care „este pentru pumni”. Pfaff, fost polițist, ne arată duritatea animalică ce se ascunde într-o oarecare măsură în fiecare dintre noi. În sărăcia spirituală în care trăiește, duritatea lui Pfaff devine principiu de viață. După pensionare își astâmpără setea de violență și tortură bătându-le pe fiica și soția lui, și contribuind, mai mult sau mai puțin direct, la moartea amândurora. Kien îl compara cu un mercenar medieval.
- Fischerle, un pitic lacom, obsedat de șah. El umilește și fură pe Kien, fapt ce punctează interacțiunea dintre cei săraci cu duhul dar șmecheri și cei bogați sufletește dar naivi. Fischerle ne dă un exemplu sublim asupra modului în care oamenilor le place să se măgulească distorsionând cel mai adesea adevărul. Cu un efort supraomenesc el se abține de la furtul portofelului profesorului, spunându-și în același timp că fapta în sine nici n-ar avea loc. Cocoașa joacă rol de debușeu așa cum un om istovit și terorizat de propria conștiință s-ar crampona de o idee, un obiect etc.
- Dr. Georges Kien, fratele profesorului, (coincidența face ca fratele lui Canetti să se numească tot Georges) [20] este directorul unui sanatoriu psihiatric în Franța. De meserie psihiatru, reprezintă o cale de mijloc între fanatismul profesorului și nulitatea celorlalți. Lucrând într-un ospiciu cu sute de nebuni el își dezvoltă abilități impresionante de comunicare și înțelegere a omului în profunzimea lui mentală. De remarcat este felul alegoric în care îl consultă pe fratele lui, în capitolul „Un Odiseu viclean”. Profesorul Kien își povestește nenorocirile prin intermediul mitologiei greco-romane.

## „Masele și puterea” (1960)
Cartea este un studiu al societății ce propune ca premisă a organizării sale instinctul de masă. În cadrul masei (care la bază are conceptul de haită) individul capătă identitate și scop pe plan personal. Pe de altă parte, în anonimatul masei, responsabilitatea se împarte, tinzând spre dispariție. Masele sunt iraționale, construite pentru a fi conduse. Apare astfel oportunitatea devenirii conducătorilor, supraviețuitori sau potentați. Studiul explică motivul și modul prin care masele se supun acestora, descriind din perspectiva condamnării la moarte suspendate unealta principală de conducere: porunca. În epilog, Canetti prezintă câteva supoziții cu privire la dezvoltarea și transformarea haitelor, maselor și conducătorilor în noile condiții ale secolului XXI.

## Traduceri
- Orbirea, traducere Mihai Isbășescu, București, Univers, 1973;
- Limba salvată. Istoria unei tinereți, traducere Elena Viorel, Cluj-Napoca, Dacia, 1984;
- Facla în ureche, (povestea vieții): 1921 -1931, traducere Elena Viorel, Cluj-Napoca, Dacia, 1986;
- Jocul privirilor, (povestea vieții): 1931 -1937, traducere Elena Viorel, Cluj-Napoca, Dacia, 1989;
- Masele și puterea, traducere Amelia Pavel, București, Nemira, 2000.